# Курская областная дума
Курская областная Дума — законодательный (представительный) орган государственной власти Курской области, является постоянно действующим высшим и единственным органом законодательной власти Курской области.
Право законодательной инициативы в Курской областной Думе принадлежит депутатам областной Думы, Губернатору Курской области, депутатам Государственной Думы Федерального Собрания Российской Федерации, избранным от Курской области, членам Совета Федерации Федерального Собрания Российской Федерации — представителям от исполнительного органа государственной власти Курской области и от Курской областной Думы, представительным органам местного самоуправления, Курскому областному суду, Арбитражному суду Курской области, прокурору Курской области, территориальному органу Министерства юстиции Российской Федерации, общественной организации «Федерация профсоюзных организаций Курской области», Общественной палате Курской области.
В соответствии с Уставом Курской области областная Дума состоит из 45 депутатов, избираемых сроком на пять лет.
23 депутата областной Думы избираются по одномандатным избирательном округам, 22 депутата по партийным спискам. Депутатом областной Думы может быть гражданин РФ которому исполнился 21 год.
Статус депутата областной Думы определяется Законом Курской области «О статусе депутата Курской областной Думы» № 17-ЗКО от 5 июля 1997 года.
В областной Думе на профессиональной постоянной основе могут работать не более двенадцати депутатов (п.4 статьи 6 Закона Курской области № 13-ЗКО от 1.02.2012 г.)
Структура областной Думы устанавливается Уставом Курской области.
Состоит из депутатского корпуса и аппарата областной Думы.
Работу областной Думы организует ее председатель, избираемый на заседании областной Думы из числа депутатов тайным голосованием на срок полномочий областной Думы данного созыва.
Из депутатов формируется Совет Думы, постоянные комитеты Думы и мандатная комиссия.
Председателем комиссии по мандатным вопросам, соблюдению Регламента и депутатской этике является Зоря Игорь Васильевич.

## Основные полномочия
- Принятие областных законов, в том числе Устава Курской области и поправок к нему;
- Законодательное регулирование по предметам ведения области и предметам совместного ведения Российской Федерации и области в пределах полномочий;
- Ежегодное заслушивание отчета Губернатора Курской области о результатах деятельности высшего исполнительного органа государственной власти Курской области — Администрации Курской области, в том числе и по вопросам, поставленным Курской областной Думой;
- Утверждение бюджета области и отчета о его исполнении;
- Утверждение программ социально-экономического развития области, представленные Губернатором Курской области;
- Установление налогов и сборов, установление которых отнесено к ведению области, а также порядок их взимания;
- Установление порядка управления и распоряжения собственностью области;
- Установление административно-территориального устройства области и порядка его изменения;
- Установление системы исполнительных органов государственной власти области;
- Установление административной ответственности за невыполнение законов и иных нормативных правовых актов области;
- Назначение на должность мировых судей Курской области;
- Назначение и освобождение от должности председателя Контрольно-счетной палаты Курской области;
- Назначение членов Избирательной комиссии Курской области в количестве и порядке, определяемых федеральным законодательством и законодательством Курской области;
- Избрание и прекращение полномочий члена Совета Федерации представителя от областной Думы;
- Назначение и освобождение от должности Уполномоченный по правам человека в Курской области.

## Руководство
- Председатель Курской областной Думы: Амерев Юрий Михайлович  (Единая Россия)
- Заместитель председателя Курской областной Думы: Кичигин Александр Александрович (Единая Россия)
- Заместитель председателя Курской областной Думы: Иванов Владимир Борисович (Единая Россия)

## Постоянные комитеты областной Думы
В настоящее время функционируют следующие постоянные комитеты:
1. Постоянный комитет по законодательству и местному самоуправлению (Председатель комитета — Кичигин Александр Александрович).
2. Постоянный комитет по бюджету, налогам и экономическому развитию (Председатель комитета — Харин Владимир Михайлович).
3. Постоянный комитет по промышленности, строительству, транспорту и жилищно-коммунальному хозяйству (Председатель комитета — Гурин Дмитрий Васильевич).
4. Постоянный комитет по аграрной политике, природопользованию и экологии (Председатель комитета — Мышакин Анатолий Николаевич).
5. Постоянный комитет по социальной политике, здравоохранению и культуре (Председатель комитета — Зоря Игорь Васильевич).
6. Постоянный комитет по физической культуре, спорту, межпарламентским связям и взаимодействию с общественными объединениями (Председатель комитета — Сальников Владимир Григорьевич).
7. Постоянный комитет по образованию, науке, семейной и молодёжной политике (Председатель комитета — Чекед Роман Станиславович).

## Созывы областной Думы
I. 1994—1996 годы
II. 1996—2001 годы
III. 2001—2006 годы
IV. 2006—2011 годы
V. 2011—2016 годы
VI. 2016 год — 2021 годы
VII. 2021 год — н. в.

## Депутаты VII созыва (с 2021 года)
- Анпилов А. Н. (КПРФ)
- Фёдоров В. В. (ЛДПР)
- Крюкова Анастасия Александровна (НЛ)
- Анциферова Ирина Владимировна (ПП)

## Депутаты VI созыва (с 2016 года)
1. Павлов Олег Иванович — избирательный округ № 1, «Единая Россия»
2. Грешилов Павел Николаевич — избирательный округ № 2, «Единая Россия»
3. Колесниченко Роман Михайлович — избирательный округ № 3, «Единая Россия»
4. Мамзурин Максим Валерьевич — избирательный округ № 4, «Единая Россия»
5. Васильев Сергей Львович — избирательный округ № 5, «КПРФ»
6. Тараканов Василий Александрович — избирательный округ № 6, «Единая Россия»
7. Дериглазов Игорь Анатольевич — избирательный округ № 7, «Единая Россия»
8. Полторацкий Николай Викторович — избирательный округ № 8, «Единая Россия»
9. Кичигин Александр Александрович — избирательный округ № 9, «Единая Россия»
10. Сорокин Кирилл Алексеевич — избирательный округ № 10, «Единая Россия»
11. Лазаренко Виктор Анатольевич — избирательный округ № 11, «Единая Россия»
12. Гурин Дмитрий Васильевич — избирательный округ № 12, «Единая Россия»
13. Вырожемский Виктор Игоревич — избирательный округ № 13, «Единая Россия»
14. Кузнецова Вера Сергеевна — избирательный округ № 14, «Единая Россия»
15. Федюкин Вячеслав Александрович — избирательный округ № 15, «Единая Россия»
16. Иванов Владимир Борисович — избирательный округ № 16, «Единая Россия»
17. Полин Александр Алексеевич — избирательный округ № 17, «Единая Россия»
18. Чумаков Алексей Николаевич — избирательный округ № 18, «Единая Россия»
19. Белашов Олег Анатольевич — избирательный округ № 19, «Единая Россия»
20. Панибратов Николай Игнатьевич — избирательный округ № 20, «Единая Россия»
21. Кретов Сергей Иванович — избирательный округ № 21, «Единая Россия»
22. Солнцев Виктор Иванович — избирательный округ № 22, «Единая Россия»
23. Кострикин Владимир Викторович — избирательный округ № 23, «Единая Россия»

По спискам партии «Единая Россия»
1. Бучик Аркадий Борисович
2. Варичев Андрей Владимирович (по апрель 2020)
3. Жеребилов Николай Иванович
4. Зоря Игорь Васильевич
5. Ламонова Евгения Алексеевна
6. Молоков Вячеслав Евгеньевич
7. Мышакин Анатолий Николаевич
8. Пономарёва Надежда Петровна
9. Сальников Владимир Григорьевич
10. Стародубцев Сергей Иванович
11. Трубников Александр Петрович
12. Харин Владимир Михайлович
13. Чекед Роман Станиславович

По спискам партии «КПРФ»
1. Анпилов Александр Николаевич
2. Астапов Игорь Сергеевич
3. Буданов Максим Николаевич
4. Егоров Александр Александрович

По спискам партии «ЛДПР»
1. Распопова Анна Васильевна
2. Слепцов Игорь Алексеевич
3. Сорокина Алевтина Игоревна
4. Фёдоров Владимир Валерьевич

По спискам партии «Справедливая Россия»
1. Четвериков Александр Владимирович

## Депутаты V созыва (с 2011 года)
- Павлов Олег Иванович — Избирательный округ № 1. «Единая Россия»;
- Ли Ольга Сергеевна — Избирательный округ № 2.
- Канунников Андрей Вячеславович — Избирательный округ № 3. «Единая Россия»;
- Стародубцев Сергей Иванович — Избирательный округ № 4. «Единая Россия»;
- Бессонов Юрий Васильевич — Избирательный округ № 5. «Единая Россия»;
- Дериглазов, Анатолий Федорович — Избирательный округ № 6. «Единая Россия» (умер в 2012), новый депутат не избран;
- Полторацкий Николай Викторович — Избирательный округ № 7. «Единая Россия»;
- Мышакин Анатолий Николаевич — Избирательный округ № 8. «Единая Россия»;
- Пасечко Владимир Ефимович — Избирательный округ № 9. «Единая Россия»;
- Карамышев Виктор Николаевич — Избирательный округ № 10. «Единая Россия»;
- Гурин Дмитрий Васильевич — Избирательный округ № 11. «Единая Россия»;
- Вырожемский Виктор Игоревич — Избирательный округ № 12. «Единая Россия»;
- Кузнецова Вера Сергеевна — Избирательный округ № 13. «Единая Россия»;
- Федюкин Вячеслав Александрович — Избирательный округ № 14. «Единая Россия»;
- Коростелев Сергей Николаевич — Избирательный округ № 15. «Единая Россия»;
- Полин, Александр Алексеевич — Избирательный округ № 16. «Единая Россия»;
- Чумаков Алексей Николаевич — Избирательный округ № 17. «Единая Россия»;
- Носов Сергей Николаевич — Избирательный округ № 18. «Единая Россия»;
- Панибратов Николай Игнатьевич — Избирательный округ № 19. «Единая Россия»;
- Кретов Сергей Иванович — Избирательный округ № 20. «Единая Россия»;
- Пальчун Игорь Геннадьевич — Избирательный округ № 21. «Единая Россия»;
- Кострикин Владимир Викторович — Избирательный округ № 22. «Единая Россия»;

По спискам партии «Единая Россия»:
- Воронина Татьяна Евгеньевна
- Зоря Игорь Васильевич
- Варичев Андрей Владимирович
- Кичигин Александр Александрович
- Гуторов Роман Викторович
- Шатохин Сергей Викторович (умер в 2011) вместо него Лазаренко Виктор Анатольевич
- Харин Владимир Михайлович
- Лысых Виктор Васильевич
- Жеребилов Николай Иванович
- Чекед Роман Станиславович
- Бучик Аркадий Борисович
- Сальников Владимир Григорьевич

По спискам партии «КПРФ»:
- Иванов Николай Николаевич
- Анпилов Александр Николевич
- Валинеев Юрий Петрович
- Павлов Юрий Александрович
- Васильев Сергей Львович

По спискам партии «Справедливая Россия»:
- Николаев Юрий Николаевич
- Шафоростов Александр Иванович
- Лифинцев Андрей Иванович

По спискам партии «ЛДПР»:
- Фёдоров Владимир Валерьевич
- Рудяк Евгений Васильевич
- Бредихин Игорь Анатольевич

## Представитель в Совете Федерации
1. Черных Виктор Дмитриевич (2001—2005)
2. Богданов Виталий Анатольевич (2005—2006)
3. Ткачёва Нина Васильевна (2006—2011)
4. Рязанский Валерий Владимирович (2011—2021)
5. Брыксин Александр Юрьевич (2021 — по наст.вр.)

## Другие депутаты
- С 2006 года депутатом Курской областной Думы был боксёр Александр Поветкин.